# Ian Maconachie
Ian Maconachie (* um 1905)  war ein irischer Badmintonspieler. Er gehörte in den 1930er Jahren zu den dominierenden Athleten dieser Sportart und tat sich besonders im Herrendoppel sowie im Mixed hervor. Bemerkenswert ist, dass er über einen ungewöhnlich langen Zeitraum von 20 Jahren große Turniere gewann. Nach seinem Rückzug vom aktiven Sport ernannte man ihn zum Direktor des Federball-Produzenten RSL Shuttlecocks.

## Erfolge
| Turnier             | 1925 | 1926 | 1927 | 1928 | 1929 | 1930 | 1931 | 1932 | 1933 | 1934 | 1935 | 1936 | 1937 | 1938 | 1939 | 1940 | 1941 | 1942 | 1943 | 1944 | 1945 | 1946 | 1947 | 1948 | 1949 | 1950 |
| ------------------- | ---- | ---- | ---- | ---- | ---- | ---- | ---- | ---- | ---- | ---- | ---- | ---- | ---- | ---- | ---- | ---- | ---- | ---- | ---- | ---- | ---- | ---- | ---- | ---- | ---- | ---- |
| French Open         |      |      |      |      |      |      |      |      |      |      |      | S    | S    | S    |      |      |      |      |      |      |      |      |      |      |      |      |
| All England         |      |      |      |      |      |      |      |      |      |      |      |      |      |      |      |      |      |      |      |      |      |      |      |      |      |      |
| Welsh International |      |      |      |      |      |      |      |      |      |      |      |      |      |      |      |      |      |      |      |      |      |      |      |      |      |      |
| Irish Open          |      |      |      |      |      |      |      |      |      |      |      |      |      |      |      |      |      |      |      |      |      |      |      |      |      |      |
| Scottish Open       |      |      |      | S    |      |      |      |      |      |      |      |      |      |      |      |      |      |      |      |      |      |      |      |      |      |      |

| Turnier             | 1925 | 1926 | 1927 | 1928 | 1929 | 1930 | 1931 | 1932 | 1933 | 1934 | 1935 | 1936 | 1937 | 1938 | 1939 | 1940 | 1941 | 1942 | 1943 | 1944 | 1945 | 1946 | 1947 | 1948 | 1949 | 1950 |
| ------------------- | ---- | ---- | ---- | ---- | ---- | ---- | ---- | ---- | ---- | ---- | ---- | ---- | ---- | ---- | ---- | ---- | ---- | ---- | ---- | ---- | ---- | ---- | ---- | ---- | ---- | ---- |
| French Open         |      |      |      |      |      |      |      |      |      |      |      | S    | S    | S    |      |      |      |      |      |      |      |      |      |      |      |      |
| All England         |      |      |      |      |      |      |      |      |      |      |      |      |      |      |      |      |      |      |      |      |      |      |      |      |      |      |
| Welsh International |      |      |      |      |      |      |      |      |      |      | S    | S    |      |      |      |      |      |      |      |      |      |      |      |      |      |      |
| Irish Open          |      |      |      |      |      |      |      |      |      | S    | S    | S    | S    |      |      |      |      |      |      |      |      |      |      |      |      |      |
| Scottish Open       |      |      |      | S    |      |      |      |      |      | S    |      |      | S    |      |      |      |      |      |      |      |      |      | S    |      |      |      |

| Turnier             | 1925 | 1926 | 1927 | 1928 | 1929 | 1930 | 1931 | 1932 | 1933 | 1934 | 1935 | 1936 | 1937 | 1938 | 1939 | 1940 | 1941 | 1942 | 1943 | 1944 | 1945 | 1946 | 1947 | 1948 | 1949 | 1950 |
| ------------------- | ---- | ---- | ---- | ---- | ---- | ---- | ---- | ---- | ---- | ---- | ---- | ---- | ---- | ---- | ---- | ---- | ---- | ---- | ---- | ---- | ---- | ---- | ---- | ---- | ---- | ---- |
| French Open         |      |      |      |      |      |      |      |      |      |      |      | S    |      | S    |      |      |      |      |      |      |      |      |      |      |      |      |
| All England         |      |      |      |      |      |      |      |      |      |      |      |      | S    |      |      |      |      |      |      |      |      |      |      |      |      |      |
| Welsh International |      |      |      |      |      |      |      |      |      |      |      |      |      |      |      |      |      |      |      |      |      |      |      |      |      |      |
| Irish Open          |      |      |      |      |      |      |      |      |      |      | S    |      |      |      |      |      |      |      |      |      |      |      |      |      |      |      |
| Scottish Open       |      |      | S    | S    |      |      |      |      |      |      |      | S    | S    | S    |      |      |      |      |      |      |      |      |      |      |      |      |